# Mistrzostwa Rumunii w piłce nożnej (1923/1924)
Mistrzostwa Rumunii 1923/1924 – 12. sezon najwyższej klasy rozgrywkowej w Rumunii. Tytuł obroniła drużyna Chinezul Timișoara, pokonując w finale zespół CAO Oradea. Mistrzostwa były rozgrywane systemem pucharowym.

## Uczestniczące zespoły
| Region      | Zwycięzca                     |
| ----------- | ----------------------------- |
| Arad        | Societatea de Gimnastică Arad |
| Braszów     | Brașovia Braszów              |
| Bukareszt   | Venus Bukareszt               |
| Czerniowce  | Jahn Czerniowce               |
| Kluż-Napoka | Universitatea Kluż            |
| Oradea      | CAO Oradea                    |
| Sibiu       | Șoimii Sibiu                  |
| Târgu Mureș | CFR Mureșul Târgu Mureș       |
| Timișoara   | Chinezul Timișoara            |

## Wyniki rundy finałowej

### Eliminacje
| Gospodarz               | – | Gość         | Wynik     |
| ----------------------- | - | ------------ | --------- |
| CFR Mureșul Târgu Mureș | – | Șoimii Sibiu | 4:2 (1:0) |

### Ćwierćfinały
| Gospodarz               | – | Gość                          | Wynik          |
| ----------------------- | - | ----------------------------- | -------------- |
| CFR Mureșul Târgu Mureș | – | Venus Bukareszt               | 3:1 (2:1)      |
| CAO Oradea              | – | Universitatea Kluż            | 0:0, 3:0 (0:0) |
| Chinezul Timișoara      | – | Societatea de Gimnastică Arad | 2:0 (1:0)      |
| Jahn Czerniowce         | – | Brașovia Braszów              | [ 2 ]          |

### Półfinały
| Gospodarz          | – | Gość                    | Wynik     |
| ------------------ | - | ----------------------- | --------- |
| CAO Oradea         | – | Jahn Czerniowce         | 1:0 (0:0) |
| Chinezul Timișoara | – | CFR Mureșul Târgu Mureș | 9:0 (1:0) |

### Finał
| Gospodarz          | – | Gość       | Wynik     |
| ------------------ | - | ---------- | --------- |
| Chinezul Timișoara | – | CAO Oradea | 4:1 (2:1) |